# Chanthaburi
Chanthaburi (in thailandese จันทบุรี) è una città minore (thesaban mueang) della Thailandia. Il territorio comunale occupa i sottodistretti Talat e Wat Mai, facenti parte del Distretto Amphoe Mueang Chanthaburi, che è capoluogo della Provincia di Chanthaburi, nel gruppo regionale della Thailandia dell'Est.

## Geografia fisica

### Territorio
La città si trova nei pressi della costa del Golfo di Thailandia e si è sviluppata a qualche chilometro dalla foce dell'omonimo fiume Chanthaburi. È a sud-est della capitale Bangkok, dalla quale dista 245 chilometri.

### Clima
Chanthaburi ha un clima monsonico del gruppo "Am" nella classificazione dei climi di Köppen, con una stagione asciutta ben definita e una stagione umida molto piovosa. Le precipitazioni piovose sono rare nella stagione secca tra dicembre e gennaio e molto frequenti nella stagione delle piogge tra fine aprile ed ottobre, quando si verificano anche temporali particolarmente violenti. Nei restanti mesi le piogge variano a seconda degli anni, a volte copiose ed altri anni insignificanti.

## Storia

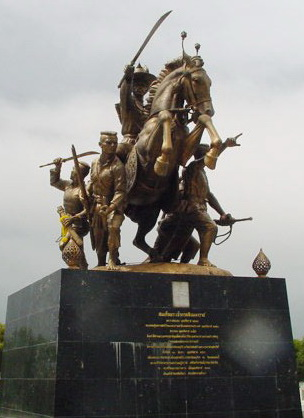
Monumento alla memoria di Re Taksin a Chanthaburi

Scavi archeologici hanno portato alla luce reperti che testimoniano l'esistenza di un insediamento umano alla foce del Chanthaburi risalente al I secolo.
Antico insediamento dei khmer, Chanthaburi entrò a far parte del Regno di Ayutthaya nel XIV secolo. Il suo porto fu un importante centro di scambi commerciali con l'estero. Alla caduta di Ayutthaya per mano dei birmani, nel 1767, il generale siamese Taksin fuggì con i propri uomini dalla capitale e si rifugiò nella zona costiera del Golfo di Thailandia. Stabilì il proprio quartier generale a Chanthaburi, dopo aver sconfitto il governatore locale il 15 giugno 1767, e vi radunò un esercito di volontari siamesi. Nel porto cittadino fece approntare una flotta con la quale risalì il fiume Chao Phraya e cacciò gli invasori birmani. Fondò quindi il Regno di Thonburi, erede del Regno di Ayutthaya e precursore del Regno di Rattanakosin e di Thailandia.
Con la sconfitta subita nel 1893 nella guerra franco-siamese, le truppe coloniali dell'Indocina francese occuparono Chanthaburi per costringere i siamesi a rispettare gli accordi presi al termine del conflitto. Il ritardo siamese nell'evacuare i territori perduti fu il pretesto con cui i francesi continuarono ad occupare Chanthaburi fino al 1904, quando la riconsegnarono in cambio della vicina Trat e di altri possedimenti ad est di quest'ultima.

## Economia
La Provincia di Chanthaburi è famosa per l'estrazione di diverse pietre preziose come i rubini e una varietà di zaffiro. Il mercato cittadino delle pietre preziose è affollato da commercianti all'ingrosso che vengono anche dall'estero. Molti locali si sono specializzati nel taglio delle pietre e nel disegno di gioielli.
Un altro settore per cui Chanthaburi è famosa è quello della produzione della frutta tropicale, in particolare di durian, rambutan e mangostano. Buona parte dell'immensa produzione di frutta di questa provincia viene esportata, sia fresca che in scatola. La maggior parte viene raccolta a giugno, quando in città si tengono vari festival della frutta e mercati particolarmente imponenti.